# Mala Ozîmîna, Sambir
Mala Ozîmîna (în ucraineană Мала Озимина) este un sat în comuna Velîka Ozîmîna din raionul Sambir, regiunea Liov, Ucraina.

## Demografie
Componența lingvistică a localității Mala Ozîmîna
     Ucraineană (100%)
Conform recensământului din 2001, toată populația localității Mala Ozîmîna era vorbitoare de ucraineană (100%).